# Uxantis semialba
Uxantis semialba är en insektsart som först beskrevs av Walker 1870.  Uxantis semialba ingår i släktet Uxantis och familjen Flatidae. Inga underarter finns listade i Catalogue of Life.